# Juszkiewicze (obwód miński)
Juszkiewicze (biał. Юшкавічы; ros. Юшковичи) – wieś na Białorusi, w obwodzie mińskim, w rejonie miadzielskim, w sielsowiecie Miadzioł.

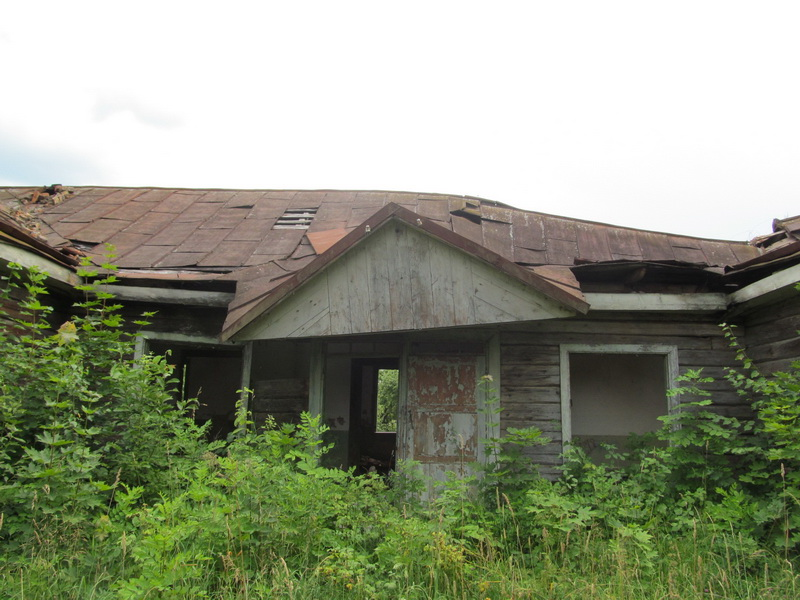
Budynek dawnej szkoły?

## Historia
W czasach zaborów ówczesna wieś w granicach Imperium Rosyjskiego.

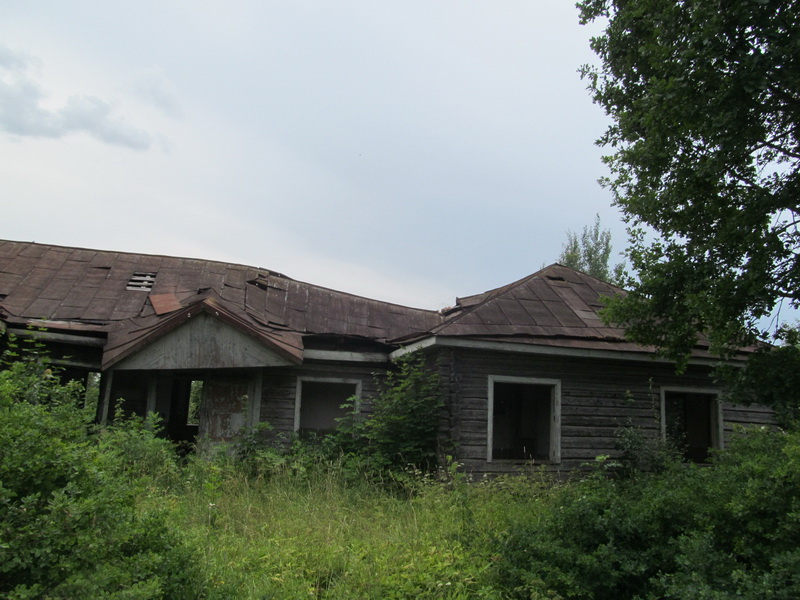
Budynek dawnej szkoły

W dwudziestoleciu międzywojennym zaścianek leżał w Polsce, w województwie wileńskim, w powiecie duniłowickim (od 1926 postawskim), w gminie Miadzioł.
Według Powszechnego Spisu Ludności z 1921 roku zamieszkiwało tu 240 osób, 63 było wyznania rzymskokatolickiego a 167 prawosławnego. Jednocześnie 228 mieszkańców zadeklarowało polską a 12 białoruską przynależność narodową. Było tu 45 budynków mieszkalnych. W 1931 w 52 domach zamieszkiwało 251 osób.
Wierni należeli do parafii rzymskokatolickiej i prawosławnej w m. Miadzioł. Miejscowość podlegała pod Sąd Grodzki w Miadziole i Okręgowy w Wilnie; właściwy urząd pocztowy mieścił się w Miadziole.
W 1938 roku miejscowość należała do gromady Juszkiewicze gminy Miadzioł.
Po agresji ZSRR na Polskę w 1939 roku wieś znalazła się w granicach BSRR. W latach 1941–1944 była pod okupacją niemiecką. Następnie leżała w BSRR. Od 1991 roku w Republice Białorusi.